# Iszchoj-Chutor
Iszchoj-Chutor (ros. Ишхой-Хутор) – wieś w Rosji, w Czeczenii, w rejonie nożaj-jurtowskim. W 2010 liczyła 205 mieszkańców.